# Thilo Bayer
Thilo Bayer ist ein deutscher Technikjournalist und Pen-&-Paper-Rollenspiel-Entwickler.

## Leben
Thilo Bayer wuchs zusammen mit seinem älteren Bruder in Talheim auf. Er machte auf dem Theodor-Heuss-Gymnasium Heilbronn 1990 sein Abitur, absolvierte dann seinen Zivildienst beim Arbeiter-Samariter-Bund in Heilbronn und studierte anschließend an der Justus-Liebig-Universität Gießen Betriebswirtschaftslehre. 1997 macht er seinen Abschluss als Diplom-Ökonom.
Bayer ist verheiratet, hat zwei Töchter und lebt in Nürnberg.

## Karriere
1987 begann Bayer während seiner Schulzeit, zusammen mit anderen Rollenspielern ein Fanmagazin für Gesellschaftsspiele herauszubringen. Vom Adventure Master gab es zehn Ausgaben bis 1990. Parallel entwickelte er zusammen mit Frank Bezner das Detektiv-Rollenspiel Private Eye, das 1988 erstmals erschien und mehrere Auflagen des Regelwerks sowie bis 2025 insgesamt 15 Abenteuerbände erlebte. Inzwischen wird das Rollenspiel im ⁣viktorianischen England von der Redaktion Phantastik verlegt und weiterentwickelt.
Nach seinem Studium begann Bayer 1997 als Hardware-Redakteur bei Computec Media. Er arbeitete zu Beginn für die Magazine PC Games und PC Action. 2000 startete unter seiner Leitung PC Games Hardware, ein Hardware-Magazin für PC-Spieler. Bayer ist seit 2000 Chefredakteur.
Bayer ist auch als Fotograf aktiv. 2023 erschien ein Buch über die Regionalgeschichte von Nürnberg mit 55 Meilensteinen vom Sutton-Verlag. Bayer steuerte hier die Fotografien bei, Tim Sünderhauf war der Autor.